# Brussels Museum van de Geuze
Het Brussels Museum van de Geuze (Frans: Musée bruxellois de la gueuze) is een museum in Anderlecht.
In het Zennedal zweven wilde gisten (Brettanomyces) door de lucht, die maken dat het bier hier spontaan gist. Door dit verschijnsel ontstaat het streekbier lambiek, dat wordt gerijpt en gemengd om er geuze van te maken. Dit bier kan alleen in de winter worden gebrouwen. Bij Cantillon - een familiebrouwerij met een klein museum - kunnen bezoekers het koperen koelvat op de zolder bekijken plus de kelder vol vaten waarin het bier rijpt op traditionele wijze. Tijdens het brouwseizoen van oktober tot april is de brouwerij in werking te bezichtigen.